# 董德元
董德元（1949年—），汉族，黑龙江密山人，中华人民共和国政治人物、第十一届全国人民代表大会解放军代表。
毕业于装甲兵学院装甲兵指挥专业，是中共党员。担任成都军区联勤部部长。2008年起担任全国人大代表。